# Hirai Kiyotaka
Kiyotaka Hirai (sinh ngày 24 tháng 10 năm 1974) là một cầu thủ bóng đá người Nhật Bản.

## Sự nghiệp câu lạc bộ
Kiyotaka Hirai đã từng chơi cho Gamba Osaka.